# Lord-lieutenant de Wigtown
Ceci est une liste de personnes qui ont servi comme Lord Lieutenant du Wigtownshire, Un comté dans le council area de Dumfries and Galloway dans le sud-ouest de l'Écosse.

## Liste des Lord Lieutenant de Wigtown
- John Stewart, 7e comte de Galloway 17 mars 1794 – 13 novembre 1806
- George Stewart, 8e comte de Galloway 24 mars 1807 – 1828
- Randolph Stewart, 9e comte de Galloway 9 juillet 1828 – 1851
- John Dalrymple, 10e comte de Stair 16 mai 1851 – 3 décembre 1903
- Sir Herbert Maxwell, 7e baronnet 26 décembre 1903 – 1935
- John James Dalrymple, 12e comte de Stair 17 avril 1935 – 4 novembre 1961
- John Aymer Dalrymple, 13e comte de Stair 8 janvier 1962 – 1981[1]
- Maj. Henry John Brewis 18 septembre 1981 – 25 mai 1989[2]
- Maj. Edward Stuart Orr-Ewing 1er novembre 1989 – 2006
- Marion Teresa Brewis 14 août 2006 – 31 décembre 2014[3],[4]